# Явор Серафимов
Явор Борисов Серафимов е български полицай, главен комисар от МВР, директор на Главна дирекция „Борба с организираната престъпност“ от 12 юни 2023 до 27 май 2025 г.

## Биография
Роден е на 27 май 1972 г. в град Дупница. През 1999 г. завършва право в ЮЗУ „Неофит Рилски“. Същата година постъпва в МВР като разузнавач в направление „Икономика“ при ДНСБОП – МВР. В периода 2006 – 2013 г. последователно е разузнавач в сектор „Пране на пари“ и сектор „Изпиране на пари“ към ГДБОП. От 2013 до 2015 г. е началник на сектор „Противодействие на престъпления свързани с финансовата система“ в отдел „Противодействие на престъпления във финансово-кредитната система“ при ГДНП – МВР. Между 2015 г. и 2022 г. е началник на сектор „Изпиране на пари и измами с фондове на ЕС“ в отдел 04 „Корупция и изпиране на пари“ при ГДБОП – МВР. От март 2022 до 12 юни 2023 г. е заместник-директор на ГДБОП. От 12 юни 2023 г. е назначен за директор на ГДБОП. От 27 май 2025 г. е преназначен като заместник-директор на Главна дирекция „Национална полиция“.
Награждаван е с „Почетен знак на МВР“ – III степен, „Почетен знак на МВР“ – II степен (2023).